# هیدانتوئین
هیدانتوئین (به انگلیسی: Hydantoin) یا گلیکولیل اوره با فرمول شیمیایی C۳H۴N۲O۲ یک ترکیب حلقوی آلی با شناسه پاب‌کم ۱۰۰۰۶ است؛ که جرم مولی آن ۱۰۰٫۰۷۶ g/mol می‌باشد.
مصرف داروی ضدتشنج فنی توئین از مشتقات هیدانتوئین در دوران بارداری موجب بروز سندرم هیدانتوئین در نوزاد می‌شود. نوزاد نشانه‌هایی از قبیل پایین قرار گرفتن گوش‌ها و بدشکلی لاله گوش، افزایش فاصله چشم‌ها از هم، پهن شدن ریشه بینی، گردن کوتاه و تغییر در چین‌های کف دست دارد.
ترکیب‌های هالوژنه هیدانتوئین به عنوان زیست کش بکار می‌رود.